# Karżniczka (strumień)
Karżniczka – strumień w Polsce, w województwie pomorskim, w powiecie słupskim, przepływający przez obszar gmin wiejskich Słupsk i Dębnica Kaszubska, prawobrzeżny dopływ Skotawy, na Wysoczyźnie Damnickiej.

## Położenie
Strumień przepływa przez obszar dwóch gmin w powiecie słupskim: wiejskiej Słupsk i Dębnica Kaszubska. Zgodnie z ewidencją gruntów i budynków płynie przez obręby ewidencyjne: Warblewo, Krzywań i Dębnica Kaszubska. W podziale kraju na regiony fizycznogeograficzne jest położony na obszarze mezoregionu Wysoczyzna Damnicka (313.44), będącego częścią makroregionu Pobrzeże Koszalińskie (313.4). Mezoregion ten zaliczany jest do typu wysoczyzn młodoglacjalnych (przeważnie z jeziorami) w większości o charakterze gliniastym, falistym lub płaskim.